# Pîrotciîne, Kroleveț
Pîrotciîne (în ucraineană Пиротчине) este un sat în comuna Hrecikîne din raionul Kroleveț, regiunea Sumî, Ucraina.

## Demografie
Componența lingvistică a localității Pîrotciîne
     Ucraineană (100%)
Conform recensământului din 2001, toată populația localității Pîrotciîne era vorbitoare de ucraineană (100%).